# Museu d'art asiàtic (San Francisco)
El Museu d'Art Asiàtic, ubicat al cor de San Francisco, Estats Units d'Amèrica, és un dels museus amb les millors col·leccions d'art asiàtic. Celebra, preserva i promociona l'art asiàtic i asiàtico-americà per al visitant tant local com global.
Destaca per la seva conservació de varietat de mandales (mapes geomètrics dels mons visionaris budistes), a més de promoure l'intercanvi d'idees, convidant a la col·laboració i alimentant la imaginació per profunditzar en la comprensió i empatia entre persones de tots els orígens. La direcció del museu corre al càrrec de Jay Xu.

## Història
El Museu d'Art Asiàtic va ser fundat fa més de 50 anys, quan el col·leccionista Avery Brundage va donar al votant de 8.000 peces artístiques del món asiàtic a la ciutat de San Francisco. Va ser doncs quan l'any 1966 es va obrir una nova ala al museu, ubicat llavors a Golden Gate Park, per a resguardar les obres.
Tot i així, el principal objectiu de Brudage era crear un pont cap a la comprensió i el coneixement entre Estats Units i Àsia. Recents investigacions apunten una contradicció entre la missió i els valors del museu i certes accions de caràcter racista, sexista, i anti-semitista del col·leccionista.
Avui dia, el museu hi conversa un total de 18.000 peces artístiques de més de 6.000 anys d'antiguitat i de cadascuna regions d'Àsia.
L'any 2003, el Museu d'Art Asiàtic va canviar d'ubicació, formant part de la Main Library (en anglès, biblioteca principal) del Civic Center (en anglès, centre cívic), que va ser transformat per exhibir la col·lecció en expansió, així com les exposicions més innovadores per les que el museu s'havia donat a conèixer. Des de llavors, el museu ha consolidat la seva posició no només com un dels principals espais artístics de l'Àrea de la Bahia, sinó també com un dels centres més importants d'art i cultura asiàtics fora d'Àsia.

## Col·lecció
El museu acumula més de 18.000 peces artístiques de les més importants, que van des de ceràmiques i jadeïta antigues, fins a instal·lacions de vídeo contemporànies. Exposicions especials dinàmiques, celebracions culturals i programes públics per a totes les edats que ofereixen tot tipus d'experiències diverses que revelen el passat i generen preguntes sobre el futur.
El museu està dividit per galeries repartides entre el segon i tercer pis; cadascuna d'aquestes sales estan dedicades a una regió, cultura asiàtica o bé un període concret, creant d'aquesta manera un mapa conceptual dins el recinte museogràfic.
- Sud d'Àsia; tercer pis. De la galeria 1 a la 6. Des de retrats de governants indis fins a encarnacions del poder espiritual de les deïtats hindús, i la botiga d'objectes fetitxistes d'un artista contemporani, la col·lecció del sud d'Àsia. Inclou obres d'art creades durant un període de 2.000 anys a l'Índia, Pakistan, Bangladesh i Sri Lanka. S'inclouen més de 1.900 escultures, pintures, fotografies històriques i objectes d'art decoratiu de plata, jade, ivori i altres materials preciosos. La col·lecció és especialment rica en escultures sagrades de l'antic regne de Gandhara, on les idees budistes es barregen amb les de Grècia i Roma, i els grans regnes medievals de l'est i el sud de l'Índia.
- El món persa i l'Àsia Occidental; tercer pis. Galeria 7. Els 600 objectes d'aquesta col·lecció representen un ampli espai geogràfic —des de l'Afganistan fins a Turquia (i incloent l'Iran, l'Uzbekistan i l'Iraq)— i daten d'aproximadament el 2000 a.C. fins avui. Les obres d'art inclouen una varietat de suports com ara recipients de ceràmica, rajoles, treballs metàl·lics, jades i cal·ligrafies. La fortalesa de la col·lecció d'Àsia occidental del museu rau en la ceràmica i la metal·lúrgia persa antiga, així com en la ceràmica persa dels segles XI al XIV.
- Sudest asiàtic; tercer pis. De la galeria 8 a la 11. Les imatges de déus hindús i buddhistes en bronze i pedra, pintures d'èpiques heroiques i articles de luxe elaboradament decorats destaquen la col·lecció d'arts del sud-est asiàtic (especialment Cambodja, Indonèsia, Tailàndia, Myanmar, Filipines i Vietnam). Entre les 2.000 obres destaquen l'escultura hindú i budista dels grans antics regnes d'Angkor i Java, rares ceràmiques del Vietnam i Tailàndia dels segles XIV al XVI, una impressionant varietat d'arts teatrals que inclouen titelles vius i figures d'ombres, i una de les col·leccions d'art del segle XIX més importants del país de Birmània (Myanmar), Siam (Tailàndia) i Bali.
- Himàlaia i el món budista tibetà; tercer pis. Galeria 12. La galeria de l'Himàlaia inclou art del Tibet, Nepal, Mongòlia, Bhutan i la Xina. Els objectes de la col·lecció inclouen escultures de bronze i laca que van des del segle XII fins al XX. Més de 150 pintures del mateix interval de dates giren dues vegades l'any. Els nostres bronzes i pintures van ser creats principalment per i per a la pràctica del Vajrayana o el budisme esotèric, però també s'inclouen aquí elements de l'hinduisme, el taoisme i el bon. A més, la col·lecció inclou una panoplia completa d'objectes rituals budistes; diversos manuscrits i portades de manuscrits d'importància històrica completen la col·lecció.
- Xina (any 960); tercer pis. De la galeria 13 a la 16. Xina (des del 960 fins al present); segon pis. De la galeria 17 a la 20, més la Llotja. La col·lecció xinesa, que consta de 7.000 obres i abasta més de 6.000 anys, es troba entre les millors fora de la Xina i és la base de la col·lecció Avery Brundage de renom mundial del museu. Presentada a les galeries de la Xina de la Fundació Starr, aquesta notable col·lecció presenta un panorama d'obres mestres que encarnen una àmplia, complexa i diversa gamma d'estils, dissenys i artesania, amb punts forts en bronzes rituals, talles de jade, escultura budista, lacats i ceràmica decorativa. Des de peces del Neolític fins a creacions contemporànies, més de 1.100 obres d'art exposades il·lustren la creativitat i la riquesa de la cultura xinesa, oferint una finestra al passat i al present de la Xina.
- Corea; segon pis. De la galeria 21 a la 23. El Museu d'Art Asiàtic ha estat al capdavant en la promoció i la col·lecció d'art i cultura coreana fora de Corea. La distintiva col·lecció d'art coreà del museu, presentada a les Galeries Koret Korea, inclou més de 800 objectes. Destaca especialment pels celadons de la dinastia Goryeo (918–1392), així com per les rares gres sense esmaltar del període dels Tres Regnes (57 aC–668 dC) i del període Silla Unificat (668–935). La col·lecció també inclou un gran grup de pintures i bojagi (telas d'embolcall), i té el major nombre de laques de nacre de la dinastia Joseon (1392-1910) als Estats Units.
- Japó; segon pis. De la galeria 25 a la 31. El Japó és un arxipèlag, format per quatre illes grans i nombroses més petites, que es troben en un arc a través de la costa del Pacífic al nord-est asiàtic. Els veïns més propers del Japó són Corea i la Xina, que van inspirar molt l'art i la cultura japonesos. Durant gran part de la seva història, els mars van protegir el Japó de la invasió i amb el temps les idees estrangeres es van incorporar a un entorn cultural únic. La col·lecció japonesa és la segona en mida només per darrere de la xinesa entre les col·leccions del museu. Les seves 5.500 obres d'art japoneses, que es poden veure a les galeries japoneses Atsuhiko Tateuchi i Ina Goodwin Tateuchi, inclouen ceràmica, cistelles, pintures i gravats que van des del 3000 a.C. fins al segle XXI.
- Art Contemporani; repartit per tota la instal·lació museística. Hambrecht Gallery i altres localitzacions. La Sarah and William Hambrecht Contemporary Gallery del primer pis presenta una selecció rotativa d'obres modernes i contemporànies de la col·lecció. La col·lecció contemporània, que inclou obres d'arreu d'Àsia i la diàspora asiàtica, inclou sobretot obres d'art de mitjans i instal·lacions que creen trobades immersives, inspiren la participació col·lectiva i us permeten convertir-vos en co-creador de les vostres pròpies experiències. Com a únic departament curatorial que no és específic d'una regió, el departament d'art contemporani té una posició única per connectar qüestions socials urgents d'un món que canvia ràpidament. LEast West Bank Art Terrace, Fang Family Launchpad, Lawrence and Gorretti Lui Hyde Street Art Wall, Osher Plaza i altres llocs del museu també presenten instal·lacions a llarg termini d'obres d'art contemporànies col·leccionades, encarregades o prestades. A més, trobareu obres modernes i contemporànies a les galeries de col·leccions específiques de la regió del segon i tercer pis.

## Galeria d'imatges

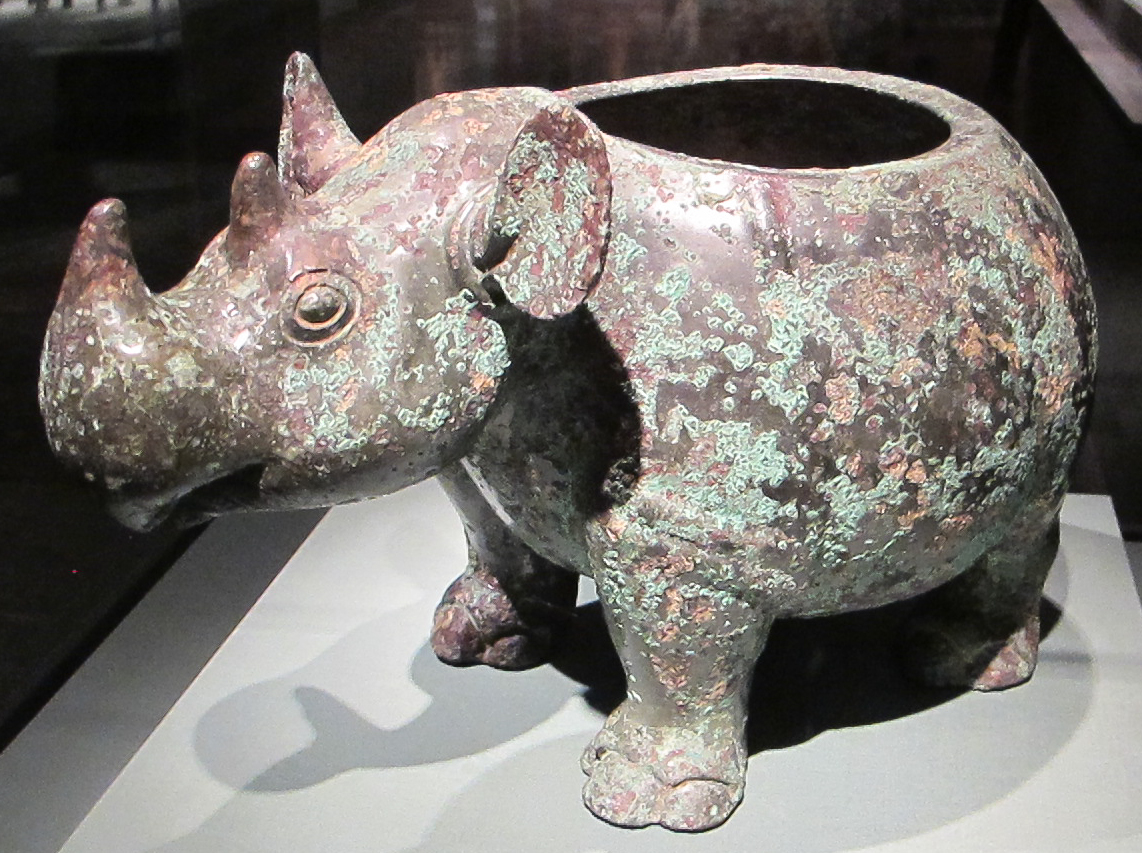
Bronze ritual xinès zun in the shape of a rhinoceros. Dinastia Shang, c.1100-1050 BCE
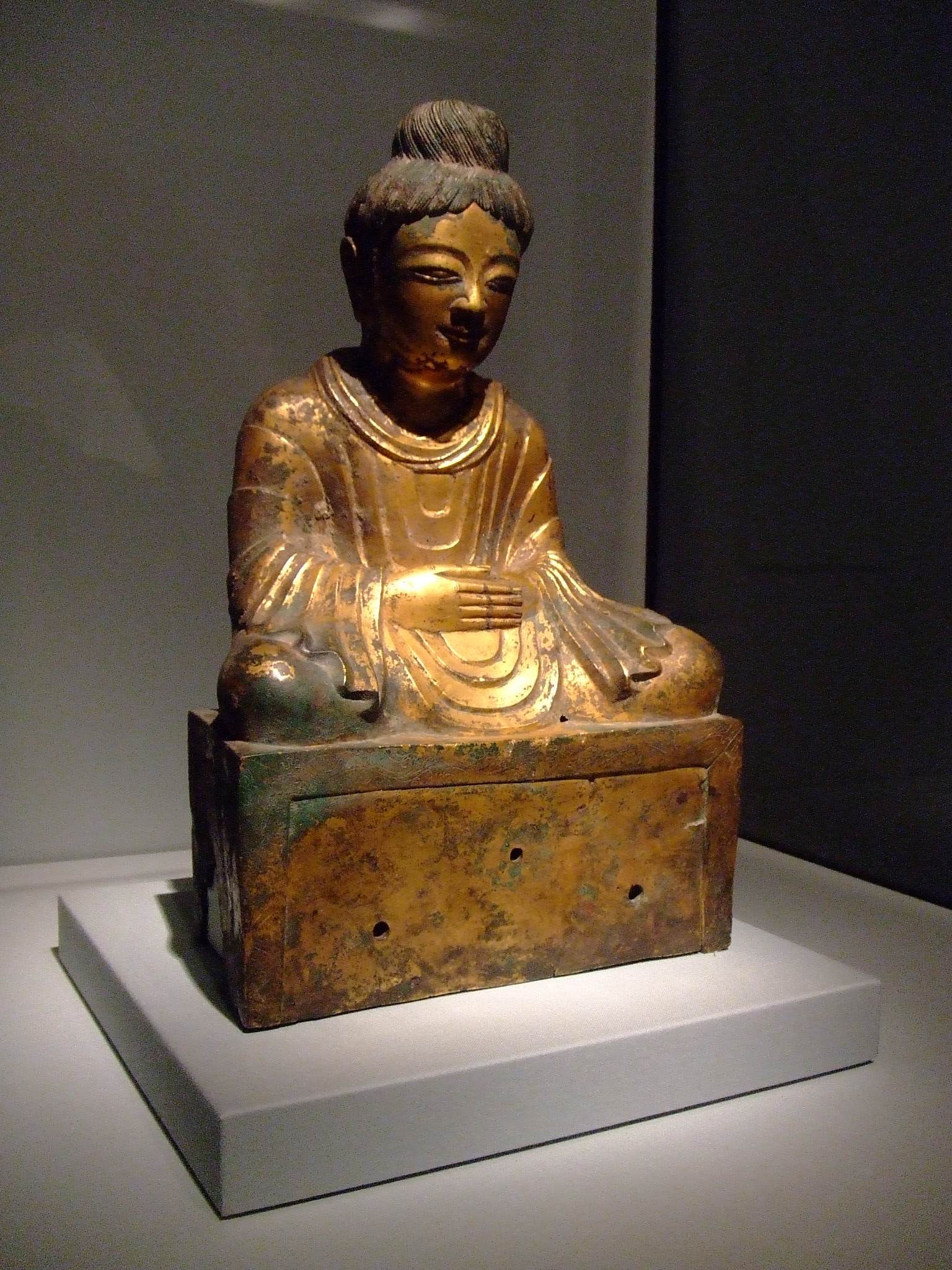
Buda, 338, escultura budista xinesa més antiga que es coneix avui dia
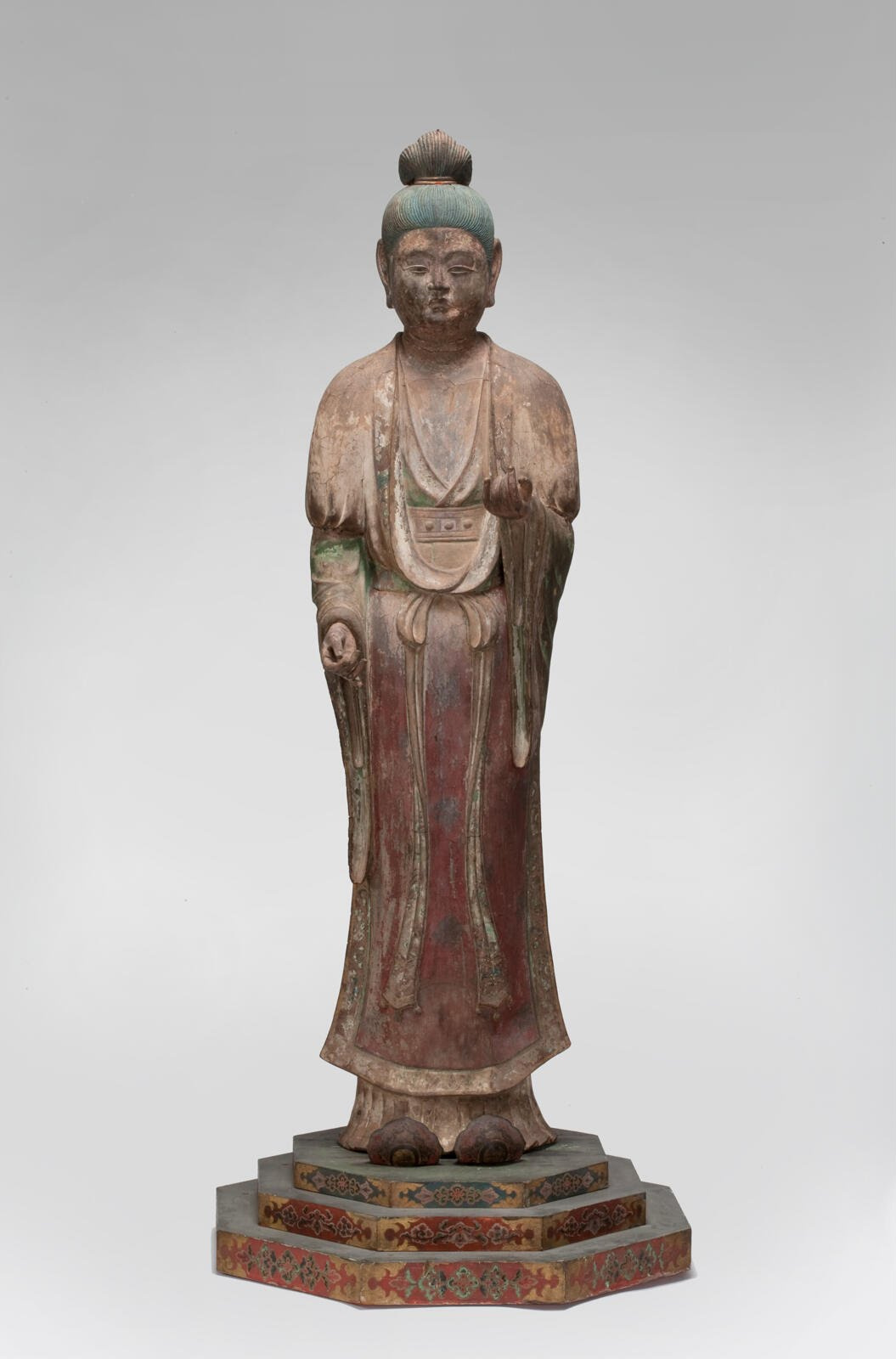
El deu Brahma (Bonten). Nara, c. 730-750
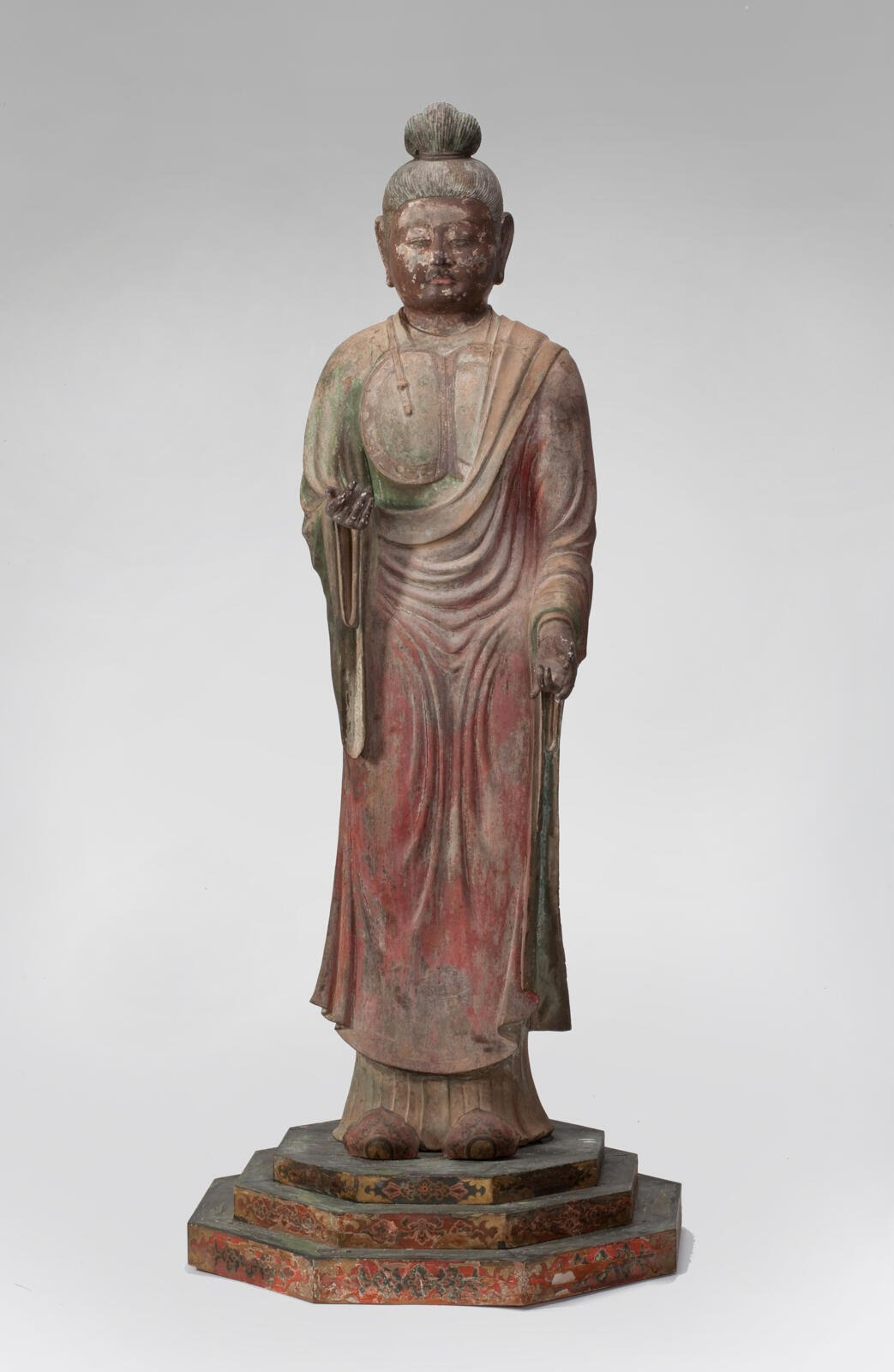
La divinitat Indra (Taishakuten), Nara, c. 730-750
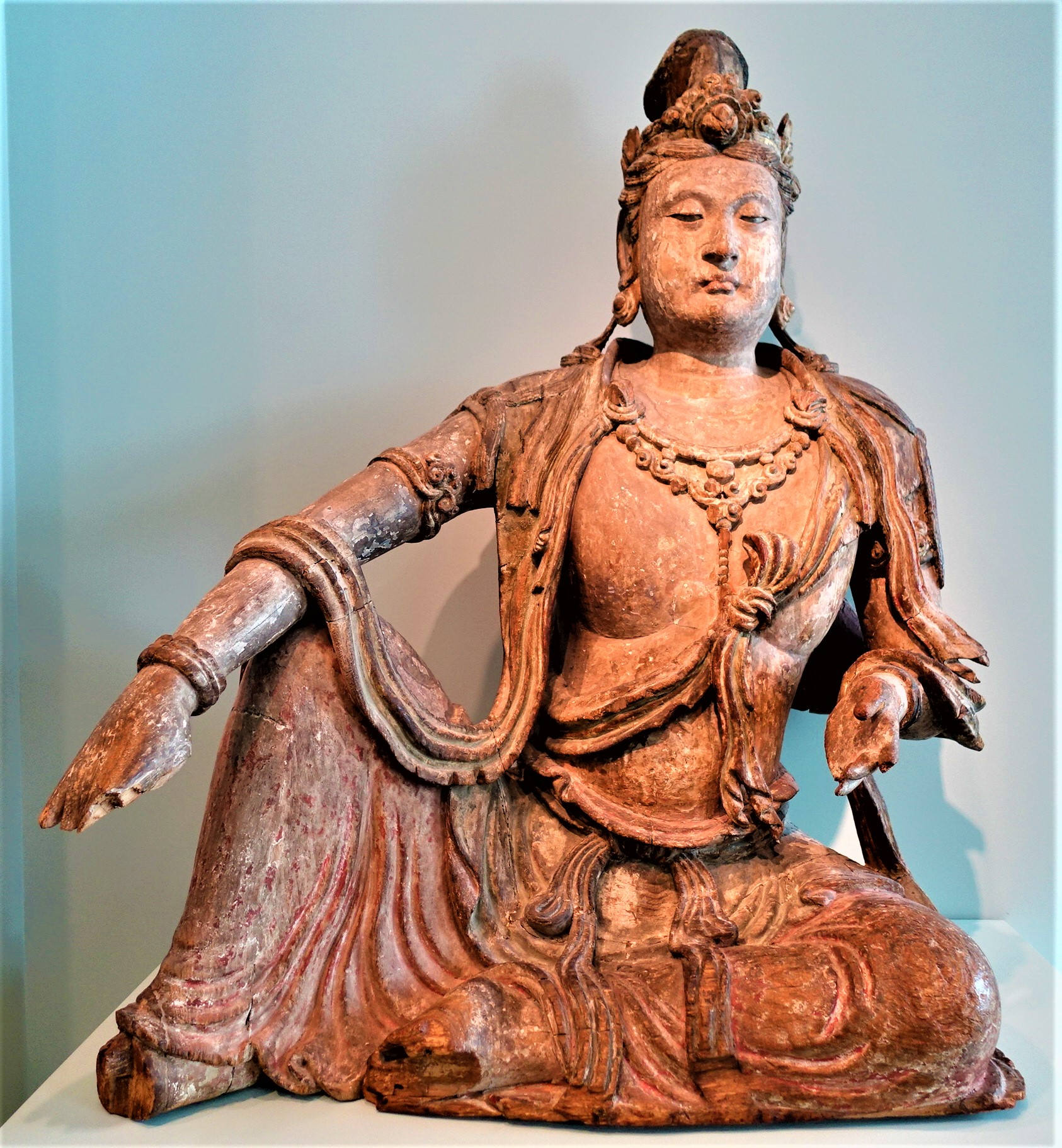
El bodhisattva Avalokiteshvara (Guanyin). Dinastia Song, s. XII
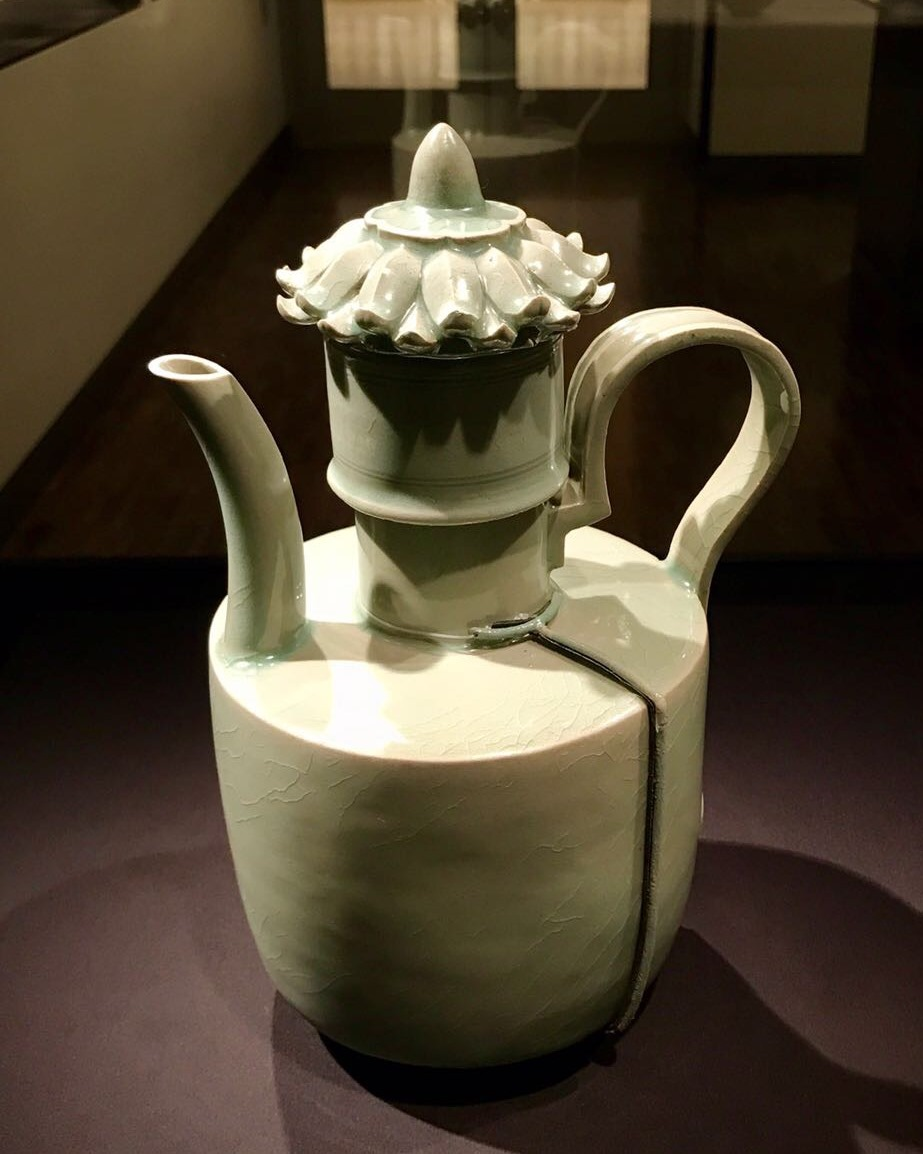
Ewer with lotus-shaped lid. Goryeo, c. 1050-1150
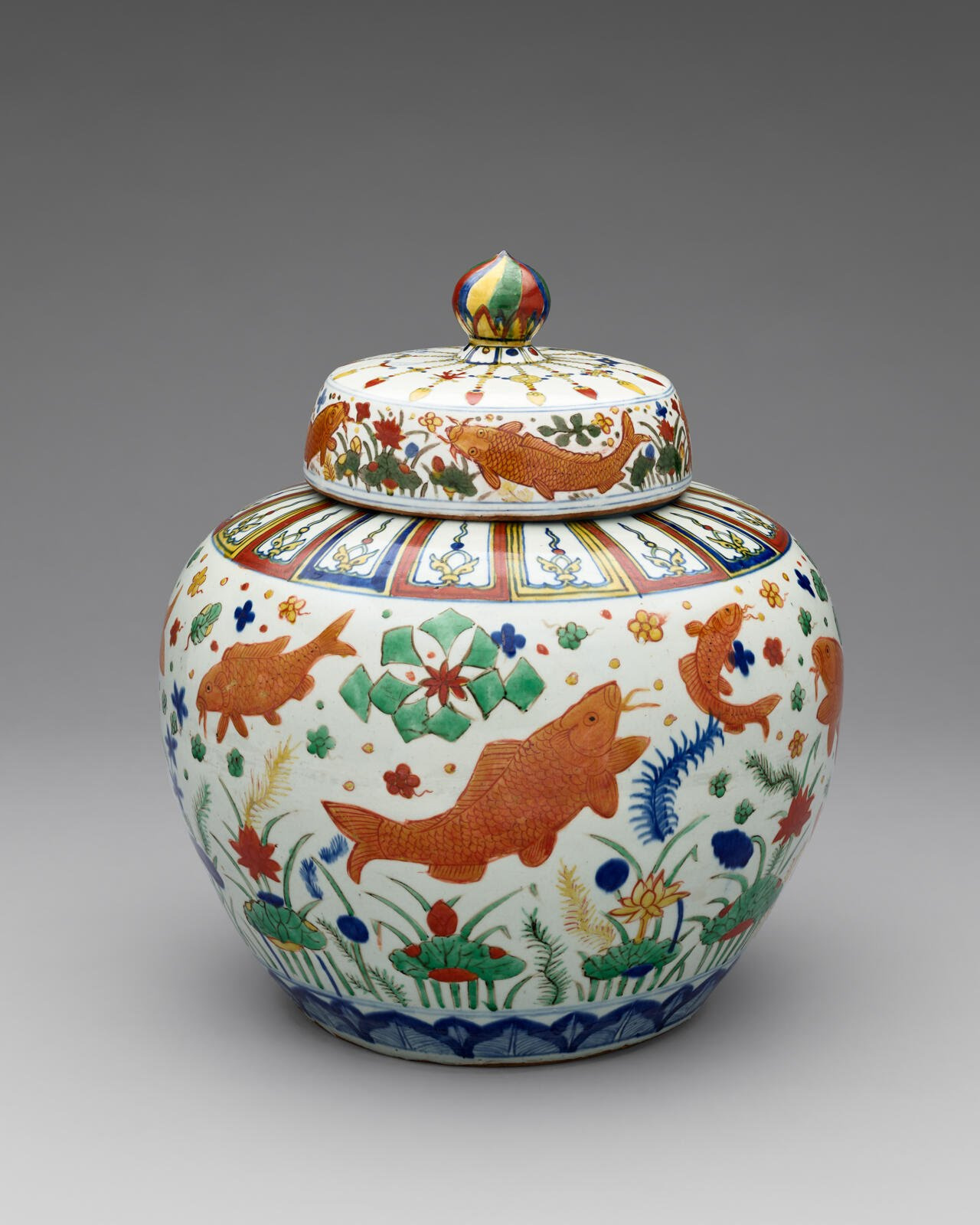
Vas amb un disseny de flor de lotus. Jingdezhen, estil Wucai, 1522-1566
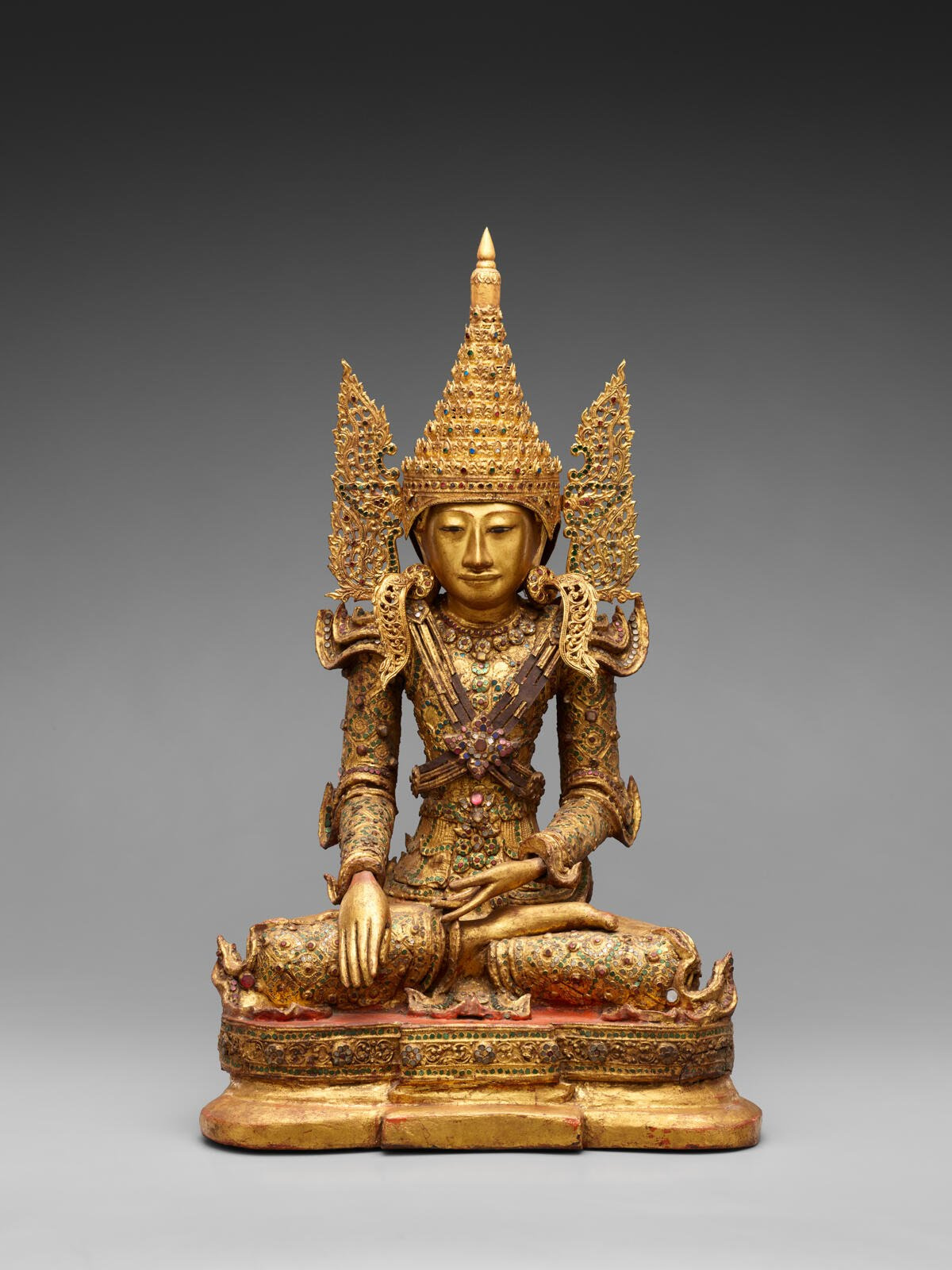
Imatge de Buda amb corona i joies. Mandalay, c. 1860-1880

## Exposicions
- Pròximament: Phoenix Kingdoms: The Last Splendor of China's Bronze Age, 19 d'abril 2024.[6]
- Chang Dai-chien: Painting from Heart to Hand, 26 de novembre 2019 - 15 de novembre 2020.[7]
- Kimono Refashioned, 8 de febrer 2019 - 5 de maig 2019.[8]
- Tattoos in Japanese Prints, 31 de maig 2019 - 18 d'agost 2019.[9]
- Entering the Virtual Mandala; exposició dedicada a l'exploració del món del mandala Vajrayana en profunditat i en el seu context. A la galeria es van instal·lar una sèrie de peces tradicionals que eren originalment per compondre un mandala. Quan aquestes peces artístiques són instal·lades, la galeria pren la forma d'un mandala virtual al que els visitants poden ingressar físicament. El resultat és una exposició immersiva en l'entorn del museu d'un corpus d'art que també pretenia ser immersiu en el seu entorn original. El mandala compon un espai holístic o sagrat; la qüestió és si és possible donar al visitant una ullada a aquest món visionari sense allunyar-lo del context original i la funció del mandala dins l'espai museístic.[1]

## Conservació i Publicacions
Des dels inicis, el museu s'ha dedicat a publicar llibres i catàlegs per a la promoció òptima del la col·lecció i les exposicions del museu, que també serveix com a acte reivindicatiu per al coneixement i erudició de les cultures representades a les instal·lacions museístiques. Els catàlegs estan disponibles en línia per la seva compra, a més, hi podem trobar una extensa bibliografia de les publicacions, classificades per ordre alfabètic i cronològic.
Pel que fa la conservació es refereix, el Museu d'Art Asiàtic de San Francisco té un Centre de Conservació que vetlla per la protecció i la preservació de la seva col·lecció.
El centre es va establir l'any 1960 amb només un restaurador encarregat de la gestió. Al 2003, quan el museu es va trasllada al Golden Gete Park, es va organitzar tot un equip de laboratori per a la millor eficiència de la missió del museu, on inclou fumigació i sales insonoritzades, a més de tot un equip de radiografia i raigs X, microscopi i llums fluorescents i ultra violetes. El treball inclou tractament preventiu de les obres, investigació de caràcter universitari dels materials i les tècniques, i desenvolupament de nous mètodes de conservació. Existeix tota una col·laboració interdisciplinària on hi participen historiadors de l'art, arqueòlegs, científics, etc.